# Victoriaanse literatuur

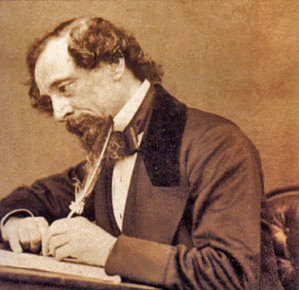
Charles Dickens, de meester van realistisch en komisch proza, maakte in het Victoriaans tijdperk de roman razend populair.

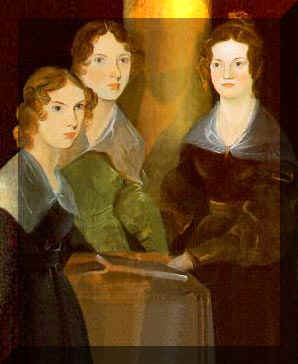
De gezusters Brontë

Victoriaanse literatuur is de Engelstalige literatuur die ontstond tijdens de regeerperiode van koningin Victoria (1837-1901) (het Victoriaans tijdperk). Deze periode vormt een overgang tussen de schrijvers van de romantiek en de literatuur van de 20e eeuw.
In de 19e eeuw werd de roman in Groot-Brittannië - net als in de rest Europa - de belangrijkste literatuurvorm. Pre-victoriaanse auteurs als Jane Austen en Walter Scott hadden de weg voorbereid met hun realistisch uitgewerkte sociale satires en avonturenverhalen. Populaire feuilletons en boeken begonnen in de Victoriaanse tijd in te spelen op een groeiende markt van vrouwelijke lezers uit de middenklasse. In 1836 publiceerde Charles Dickens zijn eerste roman The Pickwick Papers met overweldigend succes in een tijdschrift. Zijn populariteit zette een hele generatie auteurs aan zich vanaf de jaren 1840 ook te storten op het schrijven van wat nu bekendstaat als 'victoriaanse romans'. De roman bleek het geschiktste vehikel voor het beschrijven van actuele sociale en politieke thema's in deze periode van veranderingen en sociale ongelijkheid. Toch bleef ook poëzie, zoals van Elizabeth Barrett Browning en Alfred Lord Tennyson, populair.
Belangrijke victoriaanse schrijvers en dichters zijn onder meer: William Harrison Ainsworth, Matthew Arnold, de gezusters Brontë (Emily, Anne en Charlotte Brontë), Christina Rossetti, Joseph Conrad, Robert Browning, Arthur Conan Doyle, Elizabeth Barrett Browning, Edward Bulwer-Lytton, Wilkie Collins, Charles Dickens, Benjamin Disraeli, George Eliot, George Meredith, Elizabeth Gaskell, George Gissing, Richard Jefferies, Thomas Hardy, A.E. Housman, Rudyard Kipling, Robert Louis Stevenson, Bram Stoker, Algernon Swinburne, Philip Meadows Taylor, Alfred Lord Tennyson, William Makepeace Thackeray, Anthony Trollope, George MacDonald, Gerard Manley Hopkins, Oscar Wilde, Lewis Carroll en HG Wells.

## Victoriaanse roman

### Realisme
De romanschrijvers uit deze periode gaven het publiek wat het wilde, en dat was realisme. Het was een tijdperk waarin het realisme in de kunsten bloeide als nooit tevoren. Omstreeks 1850 was in de fotografie de daguerreotypie zodanig ingeburgerd dat het in de volgende twintig jaar zelfs een populaire hobby werd. Fotografische reproductie van het leven vond men behalve in de beeldende kunsten ook terug in de literatuur, want dat realisme was samen met een verlangen naar de natuur kenmerkend voor de victoriaanse smaak. In de laatste decennia van de 19e eeuw kwam er evenwel een reactie tegen de conventie van het realisme op gang. Dickens had er al regelmatig de draak mee gestoken, en reeds in 1873 beklaagde een stuk in de Westminster zich erover dat het realisme de geest en de verbeelding overschaduwde:
"The play and grace of imagination are lost."
Romanciers als Thomas Hardy werkten hun plots weliswaar tot in detail uit, maar hadden een meer transcendente opvatting van de werkelijkheid. Met Hardy en bijvoorbeeld ook George Meredith bewoog de roman zich meer en meer naar symbolisme en naar een verschillende vorm van realisme.

### Thematiek
Op het ogenblik dat Groot-Brittannië op het hoogtepunt van zijn macht was en de rijkere klasse mee profiteerde van de nationale voorspoed, leefden de arbeiders in erbarmelijke omstandigheden. Benjamin Disraeli, de eerste minister, sprak in zijn roman Sybil (1845) over "two nations" (de armen en de rijken) die niets van elkaars manier van leven afwisten en evengoed op twee verschillende planeten hadden kunnen wonen, en Charles Dickens verwoordde de schrijnende sociale ongelijkheid in A Tale of Two Cities als volgt:
"It was the best of times, it was the worst of times..."
De romanciers uit deze periode schreven echter niet alleen over de slechte levensomstandigheden van de armsten. Veruit de meeste victoriaanse romans spelen zich af in het milieu van de steeds groter wordende middenklasse en draaien om het streven van individuen om zich tot deze middenklasse op te werken. Een voorbeeld hiervan is Dickens' Oliver Twist (1837-1838). Daarin volgen we het verhaal van Oliver die eerst de armoede van het 'workhouse' kent, dan in de bende van Bill Sikes terechtkomt, gered wordt door Mr. Brownslow en Rose Maylie, om dan uiteindelijk te ontdekken dat hij door geboorterecht behoort tot de bourgeoisie, de middenklasse. Deze ethiek van de burgerij is ook een belangrijk thema van Wuthering Heights van Emily Brontë.
Een ander centraal thema in de victoriaanse roman is de zoektocht naar identiteit, een onderwerp dat ook te maken heeft met de manier waarop het individu zich tracht aan te passen aan de verwachtingen van de burgerlijke maatschappij. Deze worsteling om zichzelf te definiëren vindt men terug bij de hoofdpersonages van Dickens' boeken Oliver Twist, Nicholas Nickleby en David Copperfield. Veel van deze romans worden ook bildungsromans genoemd, omdat ze handelen over opvoeding en jeugdige ontwikkeling. Alweer levert Dickens een mooi voorbeeld, met zijn beschrijving van Pips leven in Great Expectations (1861). Charlotte Brontë's bekendste roman, Jane Eyre (1847) is een roman die de lezer eerder boeit door wat er zich in het hoofd van Jane afspeelt en hoe ze de ingrijpende gebeurtenissen die haar overkomen weet te verwerken. Wat haar ook overkomt en hoe intens ze ook naar Rochester verlangt, ze verliest zichzelf nooit:
"The more solitary, the more friendless, the more unsustained I am, the more I will respect myself..."
Een vraag waarover veel in burgerlijke middens werd gedebatteerd was wat het betekende om een gentleman te zijn. Als gevolg van de industriële revolutie was de maatschappij verstedelijkt: er was geen 'boerenstand' meer, de middenstand groeide alsmaar aan, en om tot de aristocratie te behoren moest je niet langer een landeigenaar zijn. Er lagen immers nieuwe kansen om carrière te maken als ingenieur of in andere beroepen die verband hadden met de ontwikkeling van nieuwe technologieën. De 'self-made man' die zich op eigen kracht, met geduld en volharding vanuit armoede naar rijkdom opwerkt, werd een populair thema. Het was daarbij ook belangrijk om respect te krijgen, om als een 'gentleman' beschouwd te worden. Zo vertelt Dinah Mulocks John Halifax, Gentleman (1857) het verhaal van John Halifax die het van armoedzaaier tot gentleman brengt, en Anthony Trollopes The Way We Live Now uit 1875 schetst een meer traditioneel beeld van de gentleman in de persoon van Roger Carbury die de oude, stabiele maatschappij representeert.
Op te merken valt dat vaak politieke, sociale, religieuze en andere thema's in hetzelfde verhaal vermengd werden.
Sommige schrijvers zochten hun inspiratie bij het Britse imperium, zoals Rudyard Kiplings Kim. Er bleven ook historische romans verschijnen zoals die van G.P.R. James, Bulwer-Lytton en William Harrison Ainsworth en, enigszins ermee overlappend, was er de religieuze roman, vertegenwoordigd door bijvoorbeeld John Henry Newman (Callista, 1856). George Eliot waagde zich één keer aan een historische roman, met haar Romola (1862-1563), en Thomas Hardy's The Trumpet Major (1880) speelt zich af tijdens de napoleontische oorlogen. Ook Arthur Conan Doyle schreef enkele historische saga's. De gouden eeuw van de roman was ook bijzonder gunstig voor de ontwikkeling van de geïllustreerde roman. Heel bekend zijn de illustraties van George Cruikshank in Dickens' boeken. Andere soorten romans uit de victoriaanse periode waren de Irish novels (Ierse romans). John en Michael Banim beeldden het leven van de arme Ieren uit in hun Tales of the O'Hara Family, 1825-1831, William Carleton beschreef de Ierse en Keltische tradities, en Samuel Lover richtte zich op komedies.
Vanaf de jaren 1860 maakte de 'sensational novel' opgang. Hiermee werd verwezen naar een vorm van fictie die bedoeld was om te choqueren en te verrassen. Romans die in deze categorie kunnen worden geplaatst zijn bijvoorbeeld The Woman in White (1860) van Wilkie Collins, Great Expectations van Dickens en Lady Audley's Secret (1861-62) van Mary Elizabeth Braddon.

### Uitgevers en lezers
Het was in de victoriaanse tijd de gewoonte om romans uit te geven in drie delen: de three-decker bleef de standaardvorm van publicatie tot er in 1830 concurrentie kwam van tijdschriften die de romans in maandelijkse delen van 32 bladzijden publiceerden. Pas in de jaren 1890 moest de three-decker zwichten voor de moderne, in één deel uitgegeven roman.
Romans kon men kopen, maar die waren vrij duur. Een goedkopere oplossing voor de lezer van dit genre waren de al genoemde tijdschriften waar de roman als serie in verscheen, en daarnaast kenden ook de uitleenbibliotheken veel succes. Charles Edward Muddie was een succesvolle ondernemer die in 1842, toen hij amper 24 was, een uitleensysteem organiseerde waarbij de lezer voor een guinea (1,10 pond) per jaar alle beschikbare boeken mocht ontlenen. Dit bedrag kwam ongeveer overeen met twee derde van wat een nieuwe roman toen kostte. De snelle ontwikkeling van het spoorwegnet gaf een enorme stimulans aan deze uitleenbibliotheken, want reizigers wilden goedkope romans om onderweg de tijd te doden. Een andere ondernemer, W.H. Smith, speelde hier handig op in door een monopolie te verwerven voor boekenstalletjes in de stations van Londen en het Noordwesten.
Ook uitgevers speelden in op deze trend van betaalbare lectuur, en zorgden voor massa's goedkope herdrukken. Zo gaf Routlegde in 1848 bijvoorbeeld de Railway Library editions uit, en in 1852-1853 verschenen Bentley's Shilling Series en Railway Library.

## Victoriaanse poëzie

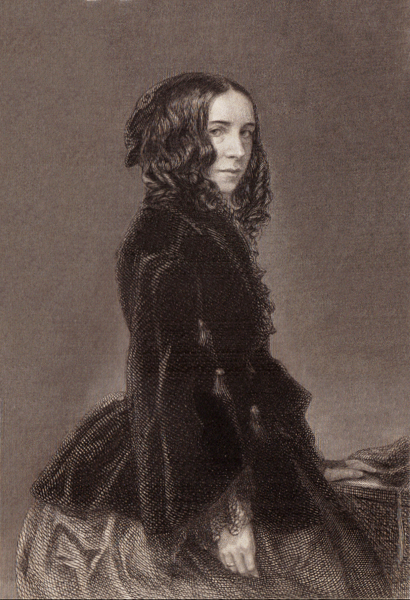
Elizabeth Barrett Browning
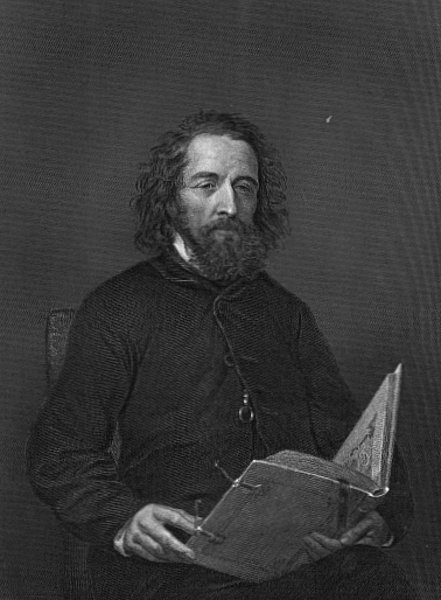
Alfred Lord Tennyson
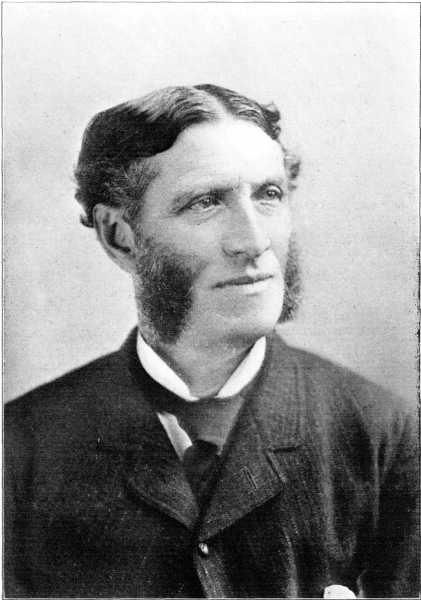
Matthew Arnold
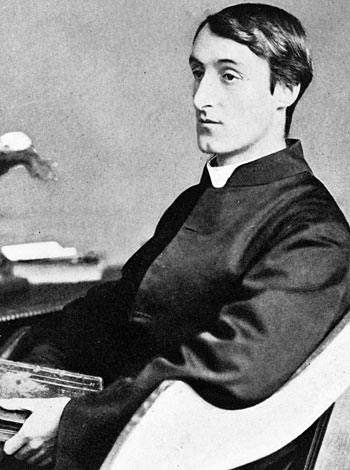
Gerard Manley Hopkins
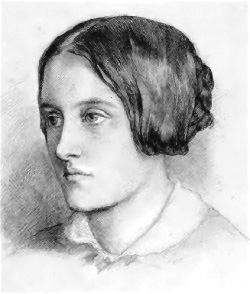
Christina Rossetti
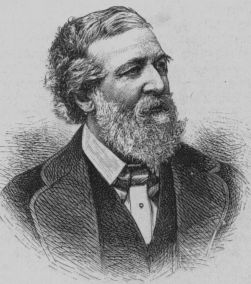
Robert Browning
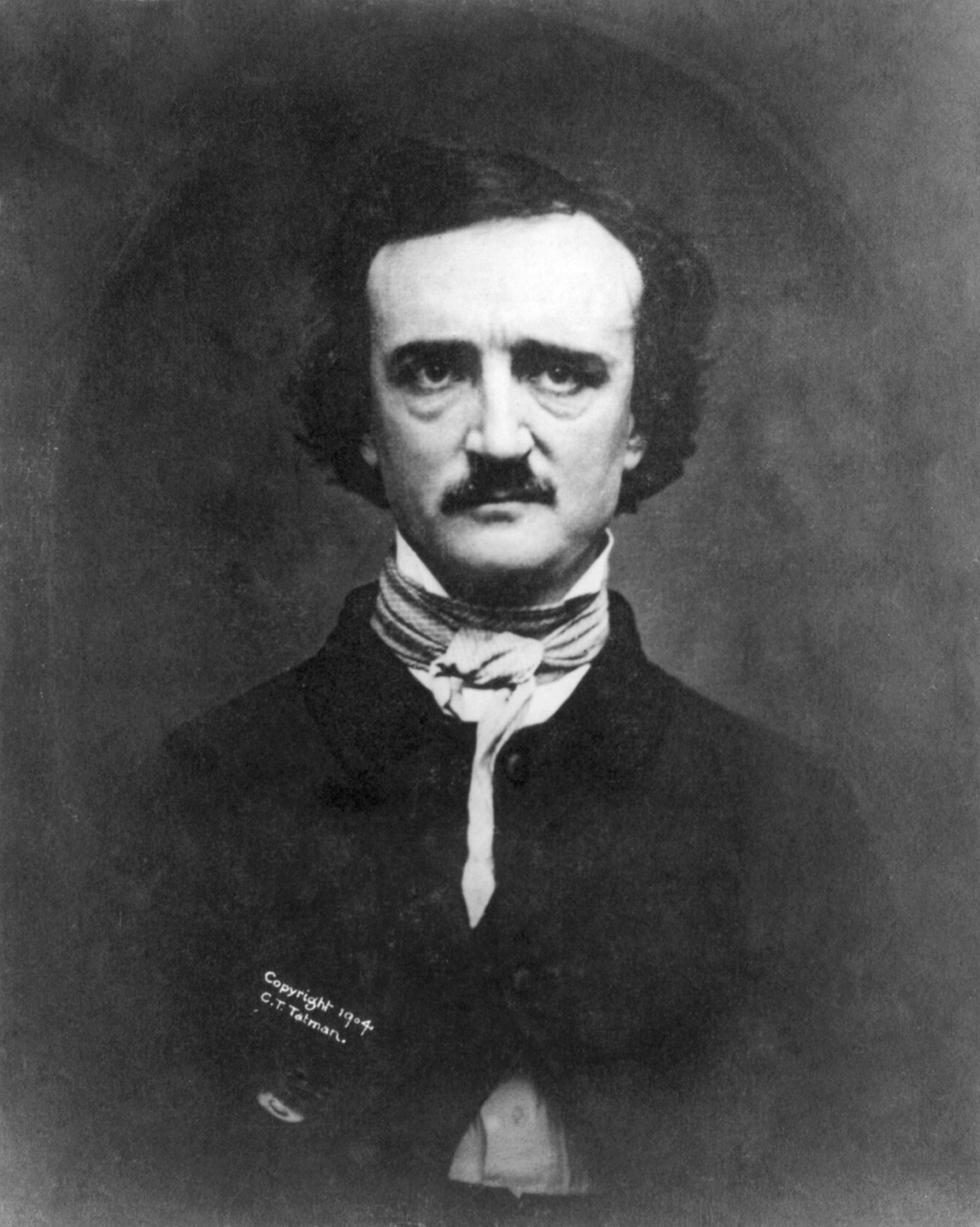
Edgar Allan Poe

Poëzie uit deze periode is nog sterk beïnvloed door de romantiek en kan worden gezien als een brug tussen de romantische periode en de modernistische poëzie uit de volgende eeuw. Alfred Lord Tennyson bleef gedurende meer dan veertig jaar poet laureate. Terwijl Tennysons reputatie tot op de dag van vandaag ongeschonden bleef, was dit niet altijd het geval met andere dichters van wie de ster met de tijd verbleekte. Sommige victoriaanse poëzie die door tijdgenoten hoog aangeschreven stond, zoals Invictus van William Ernest Henley, wordt nu eerder beschouwd als chauvinistisch en bombastisch. Komische verzen kenden veel succes in het Victoriaanse tijdperk. Tijdschriften zoals Punch Magazine en Fun magazine richtten zich op een goed opgeleid lezerspubliek. De beroemdste collectie van victoriaanse komische verzen is Bab Ballads.
De liefdevolle relatie tussen Elizabeth Barrett Browning en Robert Browning leidde tot de creatie van vele tedere en gepassioneerde gedichten. Zowel Matthew Arnold als Gerard Manley Hopkins schreven gedichten die het midden hielden tussen de verheerlijking van de natuur door de romantische dichters en de Georgian Poetry van het begin van de 20e eeuw. Arnolds werk kondigt reeds een aantal van de thema's van deze latere dichters aan, terwijl Hopkins inspiratie putte uit versvormen van Oudengelse poëzie zoals Beowulf.
Victoriaanse literatuur wordt gekenmerkt door een interesse in zowel de klassieke literatuur als de middeleeuwse literatuur van Engeland. De victoriaanse dichters hielden van de heldhaftige, ridderlijke verhalen uit het verleden en hoopten iets van dat edele, hoofse gedrag te herwinnen en het via hun poëzie te laten doordringen bij hun lezers. Het beste voorbeeld hiervan is Alfred Tennysons Idylls of the King, waarin hij de verhalen over Koning Arthur, in het bijzonder die van Thomas Malory, vermengt met problemen en ideeën van zijn tijd. Ook de prerafaëlieten ontleenden de thematiek voor hun kunst aan mythe en folklore. Van deze groep kunstenaars werd Dante Gabriel Rossetti beschouwd als de belangrijkste dichter, hoewel zijn zus Christina door hedendaagse literatuurwetenschappers als een sterkere dichter wordt beschouwd.

## Toneel
Het vroeg-victoriaanse drama richtte zich op een ruim, vaak ongeschoold publiek dat vooral amusement en goedkope opwinding zocht. De populaire stukken blonken dus niet meteen uit in intellectueel raffinement. Nochtans was er meer te beleven dan alleen pittige melodrama's, farcen en burlesken. In het midden van de eeuw waren er de levendige komedies van Dion Boucicault en Tom Taylor, en in de jaren 1860 werd Thomas William Robertson de pionier een nieuw realistisch drama, terwijl Arthur Wing Pinero nu vooral herinnerd wordt om zijn sentimentele komedie Trelawny of the “Wells” (1898). De echte vernieuwing van het drama kwam in de jaren 1890, met onder meer Oscar Wildes meesterlijke komedie The Importance of Being Earnest (1895). De ernstige 'problem plays' van Pinero, zoals The Second Mrs. Tanqueray (1893) werden duidelijk beïnvloed door het werk van de Noorse toneelschrijver Henrik Ibsen, de grondlegger van het modernistische drama. Met het doel om zulke stukken te produceren, richtte J.T. Grein Independent Theatre op waar ook de eerste stukken van George Bernard Shaw en vertalingen van Ibsen werden opgevoerd.

## Jeugdliteratuur
De verschuiving naar een modernere jeugdliteratuur vond plaats in het midden van de 19e eeuw: de didactiek van vroeger maakte plaats voor meer humoristische, kindgerichte boeken, afgestemd op de verbeelding van het kind. De beschikbaarheid van jeugdliteratuur nam ook enorm toe, nu papier en drukwerk algemeen verkrijgbaar en betaalbaar werden, de bevolking groeide en de alfabetiseringsgraad verbeterde.
Tom Brown's School Days van Thomas Hughes verscheen in 1857 en inspireerde een nieuwe traditie van schoolverhalen. Het wordt beschouwd als het eerste Engelse meesterwerk geschreven voor kinderen: met de publicatie ervan begon de "eerste gouden eeuw" van kinderliteratuur in Groot-Brittannië en Europa die zou duren tot het begin van de 20e eeuw. Auteurs als Lewis Carroll, Robert Michael Ballantyne en Anna Sewell schreven voornamelijk voor kinderen, hoewel ze ook door volwassenen werden gelezen. Absurde verzen werden gemaakt door Edward Lear en anderen.
Victoriaanse auteurs van kinderboeken
- Lewis Carroll (Alice's Adventures in Wonderland, 1885)
- Dinah Craik (The Little Lame Prince and his Travelling Cloak, 1875)
- Juliana Horatia Ewing (Jackanapes, 1884)
- Frederic William Farrar (Eric, or, Little by Little, 1858)
- Bracebridge Hemyng (Jack Harkaway and His Son's Escape from the Brigands of Greece, 1901?)
- Thomas Hughes (Tom Brown's School Days, 1857)
- Richard Jefferies (Bevis, 1882)
- Charles Kingsley (The Water-Babies, 1863)
- Rudyard Kipling (The Jungle Book, 1894)
- Edward Lear (The Owl and the Pussy-Cat, 1870)
- George MacDonald (The Princess and the Goblin, 1872)
- Frederick Marryat (The Children of the New Forest, 1847)
- William Brighty Rands (Great Wide Beautiful Wonderful World, 1871)
- Christina Rossetti (Sing-Song: A Nursery Rhyme Book, 1872)
- John Ruskin (The King of the Golden River, 1851)
- Robert Louis Stevenson (Treasure Island, 1882)
- Oscar Wilde (The Happy Prince and Other Tales, 1888)

## Invloed van de victoriaanse literatuur
Schrijvers uit de Verenigde Staten en de Britse koloniën Australië, Nieuw-Zeeland en Canada werden beïnvloed door de literatuur van Groot-Brittannië uit de Victoriaanse periode. Victoriaanse schrijvers van Canadese literatuur zijn onder meer Grant Allen, Susanna Moodie en Catherine Parr Traill. Tot de Australische literatuur behoren dichters als Adam Lindsay Gordon en Banjo Paterson (die Waltzing Matilda schreef), en de Nieuw-Zeelandse literatuur omvat Thomas Bracken en Frederick Edward Maning. Bekende namen uit de literatuur van de Verenigde Staten in deze periode zijn Emily Dickinson, Ralph Waldo Emerson, Nathaniel Hawthorne, Oliver Wendell Holmes sr., Henry James, Herman Melville, Harriet Beecher Stowe, Henry David Thoreau, Mark Twain en Walt Whitman.
Engelse literatuur

Oudengelse literatuur · Middelengelse literatuur · Engelse renaissance · Engelse literatuur tijdens de Restauratie - Poëzie van de Engelse romantiek · victoriaanse literatuur

Amerikaanse literatuur

Lijst van Engelstalige literaire schrijvers

Lijst van romanschrijvers uit de Verenigde Staten